# Вулиці Сіверськодонецька
Місто Сіверськодонецьк поділене на 86 кварталів. Окремо розташоване селище-мікрорайон Щедрищеве. У місті нараховується 51 вулиця, 8 провулків, 1 шосе, 4 проспекти і 3 майдани, а також окремий квартал МЖК «Мрія».

## Список топонімів
Рожевим кольором виділено топоніми, які підлягають перейменуванню відповідно до стандартів української мови, містять комуністичні назви або несуть в собі глорифікацію російської імперської політики.
| Назва                 | Тип      | Довжина, м | Основні дані | Зображення |
| Абрикосова            | вулиця   |            | Нейтральна назва |            |
| Автомобільна          | вулиця   | 890        | Нейтральна назва |            |
| Агафонова             | провулок |            | На честь Героя Радянського Союзу Олексія Агафонова, що мешкав у провулку                                                                                   |            |
| Айдарська             | вулиця   |            | Назва походить від річки Айдар |            |
| Богдана Ліщини        | вулиця   | 5280       | Названа на честь колишнього директора ПРАТ «Азот» Богдана Ліщини.                                                                                          |            |
| Борова                | вулиця   |            | Мікрорайон Щедрищеве, назва походить від річки Борова |            |
| Богдана Хмельницького | вулиця   | 3900       | Названа на честь Гетьмана Війська Запорозького, полководця, державного діяча Богдана Хмельницького                                                         |            |
| Будівельників         | шосе     |            | Нейтральна назва |            |
| Бузкова               | вулиця   |            | Нейтральна назва |            |
| Гвардійський          | проспект | 1820       | Названий на честь 41-ої гвардійської стрілецької дивізії, яка вела бої за Лисхімбуд і зрештою зайняла його.                                                |            |
| Гоголя                | вулиця   | 1820       | Названа на честь українського письменника Миколи Гоголя.                                                                                                   |            |
| Гоголя                | провулок | 1820       | Названий на честь українського письменника Миколи Гоголя.                                                                                                  |            |
| Григорія Сковороди    | вулиця   | 860        | Назва на честь українського філософа, поета, композитора Григорія Сковороди                                                                                |            |
| Дачна                 | вулиця   | 260        | Нейтральна назва |            |
| Дмитра Сірика         | вулиця   | 2800       | 19 січня 2024 року була названа на честь радіоведучого Суспільного, снайпера ЗСУ Дмитра Сірика, який загинув 20 квітня 2023 року під час боїв за Авдіївку. |            |
| Донецька              | вулиця   | 2100       | Назва походить від міста Донецьк |            |
| Енергетиків           | вулиця   | 2133       | Нейтральна назва |            |
| Єгорова               | вулиця   | 1660       | Названа на честь колишнього директора ПРАТ «Азот» Валерія Єгорова.                                                                                         |            |
| Зелена                | вулиця   | 690        | Нейтральна назва |            |
| Івана Франка          | вулиця   | 1040       | Названа на честь українського письменника, поета, драматурга, громадського діяча Івана Франка                                                              |            |
| Калинова              | вулиця   | 270        | Нейтральна назва |            |
| Квіткова              | вулиця   | 270        | Нейтральна назва |            |
| Київська              | вулиця   |            | Назва походить від міста Київ |            |
| Князя Володимира      | вулиця   | 1850       | Названа на честь Великого князя Київського Володимира Великого                                                                                             |            |
| Космонавтів           | проспект |            | Названа на честь радянських космонавтів |            |
| Лисичанська           | вулиця   | 1390       | Назва походить від міста Лисичанськ |            |
| Лісна                 | вулиця   | 1120       | Нейтральна назва |            |
| Лісний                | провулок | 1120       | Нейтральна назва |            |
| Механізаторів         | вулиця   | 910        | |            |
| Миколи Амосова        | вулиця   | 1420       | Названа на честь українського лікаря, науковця, громадського діяча Миколи Амосова                                                                          |            |
| Миколи Леонтовича     | вулиця   | 2270       | Назва на честь українського композитора та диригента Миколи Леонтовича                                                                                     |            |
| Мирошниченка          | вулиця   | 270        | Названа на честь почесного мешканця міста, будівельника Костянтина Мирошниченка.                                                                           |            |
| Миру                  | площа    |            | Нейтральна назва |            |
| Молодіжна             | вулиця   | 980        | Нейтральна назва |            |
| Науки                 | вулиця   |            | Нейтральна назва |            |
| Науковий              | провулок | 1120       | Нейтральна назва |            |
| Незалежності України  | бульвар  | 2360       | Названа на честь свята 24 серпня |            |
| Новікова              | вулиця   |            | Названа на честь заслуженого будівельника Петра Новікова                                                                                                   |            |
| Партизанська          | вулиця   |            | Названа на честь радянських червоних партизанів |            |
| Перемоги              | майдан   |            | Названа на честь перемоги СРСР в німецько-радянській війні                                                                                                 |            |
| Пивоварова            | вулиця   |            | Названа на честь конструктора Юрія Пивоварова |            |
| Північна              | вулиця   |            | Нейтральна назва |            |
| Підлісна              | вулиця   |            | Нейтральна назва, розташована в мікрорайоні Щедрищеве |            |
| Підлісний             | провулок |            | Нейтральна назва, розташована в мікрорайоні Щедрищеве |            |
| Промислова            | вулиця   |            | Нейтральна назва |            |
| Річна                 | вулиця   |            | Нейтральна назва, розташована в мікрорайоні Щедрищеве |            |
| Силікатна             | вулиця   |            | Вулиця веде до силікатного заводу, на честь якого й одержала свою назву                                                                                    |            |
| Сметаніна             | вулиця   |            | на честь Героя Радянського Союзу Володимира Сметаніна, який провів дитинство і юність в селищі Павлоград                                                   |            |
| Світлий               | провулок |            | Нейтральна назва, розташована в мікрорайоні Щедрищеве |            |
| Соборний              | майдан   |            | Названий на честь собору, що розташований на площі. |            |
| Сонячна               | вулиця   |            | Нейтральна назва, розташована в мікрорайоні Щедрищеве |            |
| Соснова               | вулиця   |            | Нейтральна назва |            |
| Сосюри                | вулиця   |            | Названа на честь українського поета, письменника та перекладача Володимира Сосюри                                                                          |            |
| Танкістів             | вулиця   |            | Названа на честь екіпажів двох танків 18-го танкового корпусу 110 танкової бригади, які першими увірвалися 31-го січня 1943 року у поселення Лисхімбуд     |            |
| Травнева              | вулиця   |            | Нейтральна назва |            |
| Трудова               | вулиця   |            | Нейтральна назва, розташована в мікрорайоні Щедрищеве |            |
| Фабричний             | провулок |            | Нейтральна назва |            |
| Федоренка             | вулиця   |            | Названа на честь Героя Радянського Союзу, почесного громадянина Сєвєродонецька Василя Федоренка.                                                           |            |
| Харківська            | вулиця   | 180        | Назва походить від міста Харків |            |
| Хіміків               | проспект |            | Нейтральна назва |            |
| Центральний           | проспект |            | Нейтральна назва |            |
| Центральна            | вулиця   |            | Нейтральна назва, розташована в мікрорайоні Щедрищеве |            |
| Чайковського          | вулиця   |            | Названа на честь російського композитора Петра Чайковського                                                                                                |            |
| Шевченка              | вулиця   |            | Названа на честь великого українського поета та художника Тараса Шевченка                                                                                  |            |
| Шкільна               | вулиця   | 480        | Перша назва вулиці - провулок Шкільний. Названий на честь школи, що стояла неподалік.                                                                      |            |
| Юності                | вулиця   | 1780       | Нейтральна назва |            |

## Перейменування вулиць

### 2017 рік та раніше
| Стара назва             | Нова назва             | Дата перейменування | Інше |
| ----------------------- | ---------------------- | ------------------- | --- |
| Вулиця Леніна           | Бульвар Дружби Народів | 25 січня 2017 року  | |
| Жовтнева вулиця         | Вулиця Юності          | 25 січня 2017 року  | |
| Радянський проспект     | Центральний проспект   | 25 січня 2017 року  | Проспект утворений на початку 60-х років 20-го століття шляхом об'єднання двох вулиць: Радянської та Ворошилова. |
| Радянська площа         | Площа Миру             | 25 січня 2017 року  | |
| Вулиця Заводська        | Вулиця Богдана Ліщини  | 27 жовтня 2011 рік  | |
| Святкова вулиця         | Московська вулиця      | 3 грудня 2009 року  | |
| Вулиця Паризької Комуни | Вулиця Федоренка       | 2005 рік            | |
| Вулиця Дзержинського    | Вулиця Вілєсова        | 22 червня 1999 року | |
| Вулиця Калініна         | Вулиця Єгорова         | 1996 рік            | |
| Вулиця Хіміків          | Вулиця Пивоварова      | 1996 рік            | |
| Комсомольський проспект | Проспект Хіміків       | 1996 рік            | До 1964 року проспект називався Польовою вулицею                                                                 |
| Лисичанська вулиця      | Гвардійський проспект  | 1975 рік            | З нагоди 30-річчя перемоги Радянського Союзу в німецько-радянській війні                                         |
| Лікарняна вулиця        | Вулиця Мирошниченка    |                     | |
| Вулиця Свердлова        | Вулиця Енергетиків     |                     | |
| Театральний провулок    | Провулок Агафонова     | 1983 рік            | |
| Ворошиловградське шосе  | Шосе Будівельників     | 1993 рік            | |
| Шкільний провулок       | Вулиця 8 Березня       |                     | |
| Паркова вулиця          | Вулиця Сметаніна       |                     | |

### 2024 рік
| Стара назва            | Нова назва                   | Дата перейменування | Інше |
| ---------------------- | ---------------------------- | ------------------- | ---- |
| Вулиця 8 березня       | Шкільна вулиця               | 19 січня 2024 року  |      |
| Вулиця Вілєсова        | Вулиця Дмитра Сірика         | 19 січня 2024 року  |      |
| Вулиця Гагаріна        | Вулиця Богдана Хмельницького | 19 січня 2024 року  |      |
| Вулиця Горького        | Вулиця Івана Франка          | 19 січня 2024 року  |      |
| Бульвар Дружби Народів | Бульвар Незалежності України | 19 січня 2024 року  |      |
| Вулиця Курчатова       | Вулиця Князя Володимира      | 19 січня 2024 року  |      |
| Вулиця Лермонтова      | Калинова вулиця              | 19 січня 2024 року  |      |
| Вулиця Ломоносова      | Вулиця Григорія Сковороди    | 19 січня 2024 року  |      |
| Провулок Ломоносова    | Науковий провулок            | 19 січня 2024 року  |      |
| Московська вулиця      | Харківська вулиця            | 19 січня 2024 року  |      |
| Вулиця Менделєєва      | Вулиця Миколи Амосова        | 19 січня 2024 року  |      |
| Вулиця Маяковського    | Вулиця Миколи Леонтовича     | 19 січня 2024 року  |      |
| Першотравнева вулиця   | Травнева вулиця              | 19 січня 2024 року  |      |
| Вулиця Титова          | Абрикосова вулиця            | 19 січня 2024 року  |      |
| Вулиця Тімірязєва      | Бузкова вулиця               | 19 січня 2024 року  |      |